# Rhytidoponera anceps
Rhytidoponera anceps är en myrart som beskrevs av Carlo Emery 1898. Rhytidoponera anceps ingår i släktet Rhytidoponera och familjen myror. Inga underarter finns listade i Catalogue of Life.